# Dicrossus
Dicrossus és un gènere de peixos pertanyent a la família dels cíclids.

## Distribució geogràfica
Es troba a Sud-amèrica.

## Taxonomia
- Dicrossus filamentosus (Ladiges, 1958)[3]
- Dicrossus gladicauda (Schindler & Staeck, 2008)[4]
- Dicrossus maculatus (Steindachner, 1875)[5][6][7][8][9][10][11]